# Waldwimmersbach

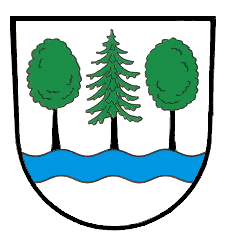
Wappen von Waldwimmersbach

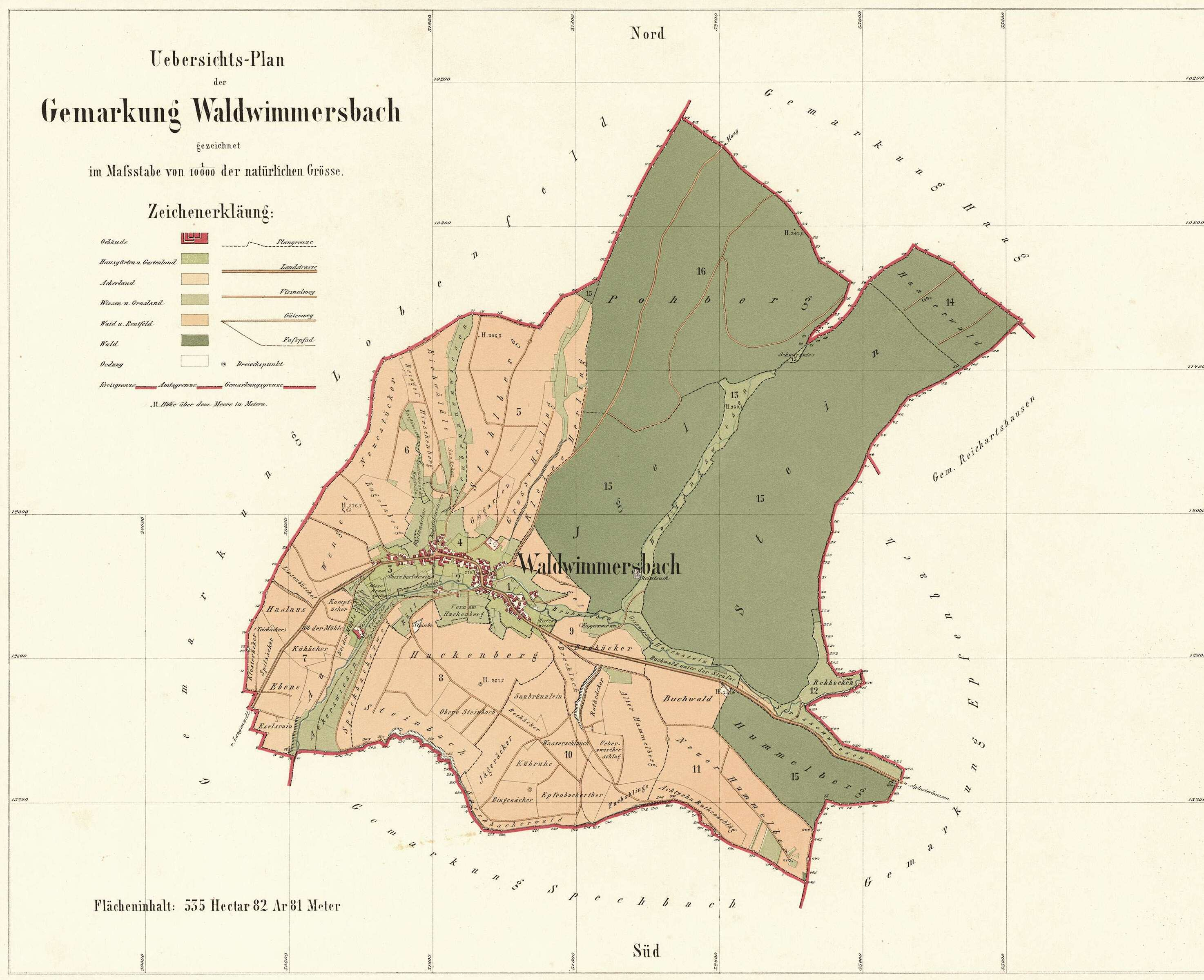
Gemarkung Waldwimmersbach, Stand 1878

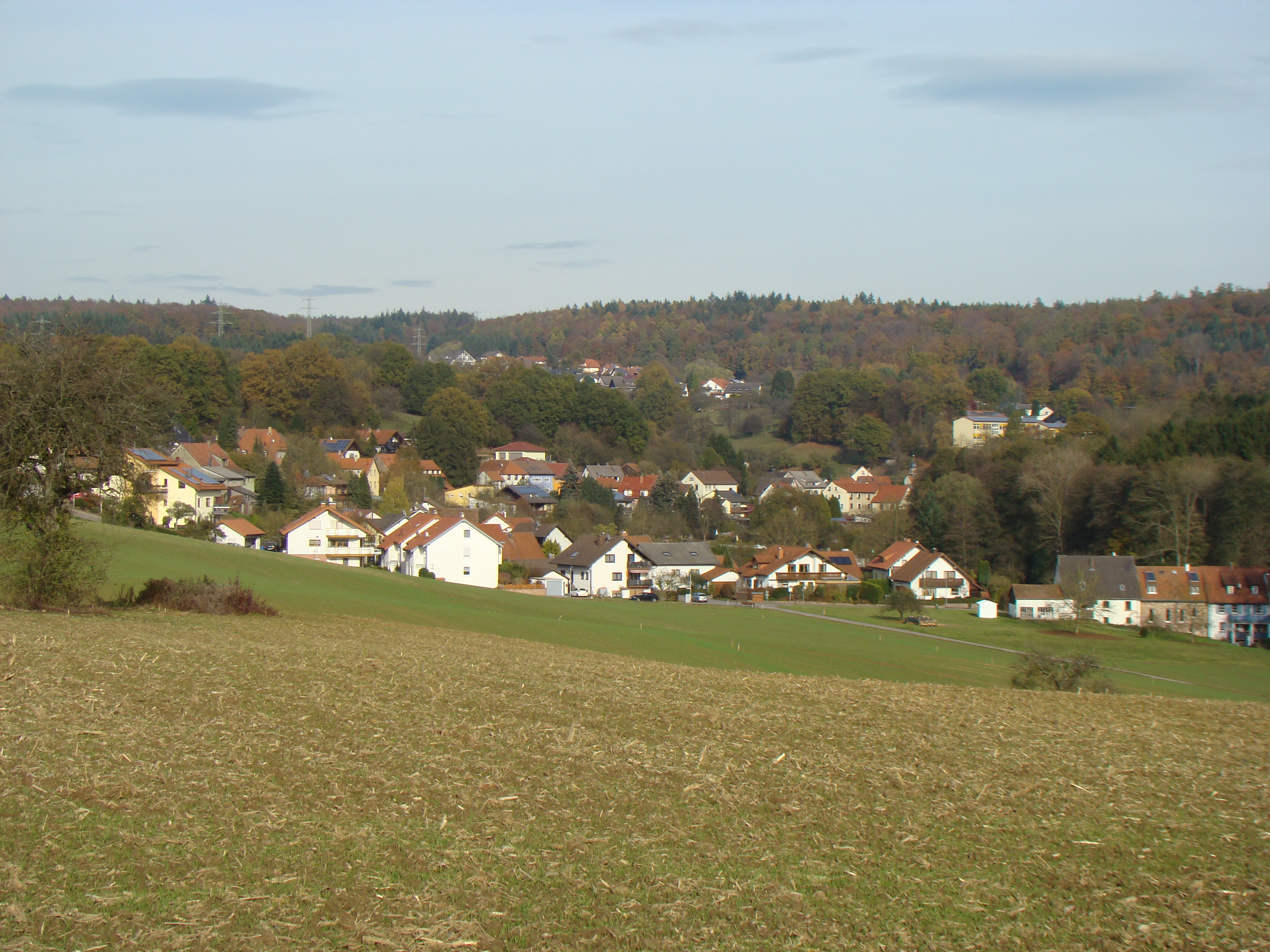
Blick auf den Ort

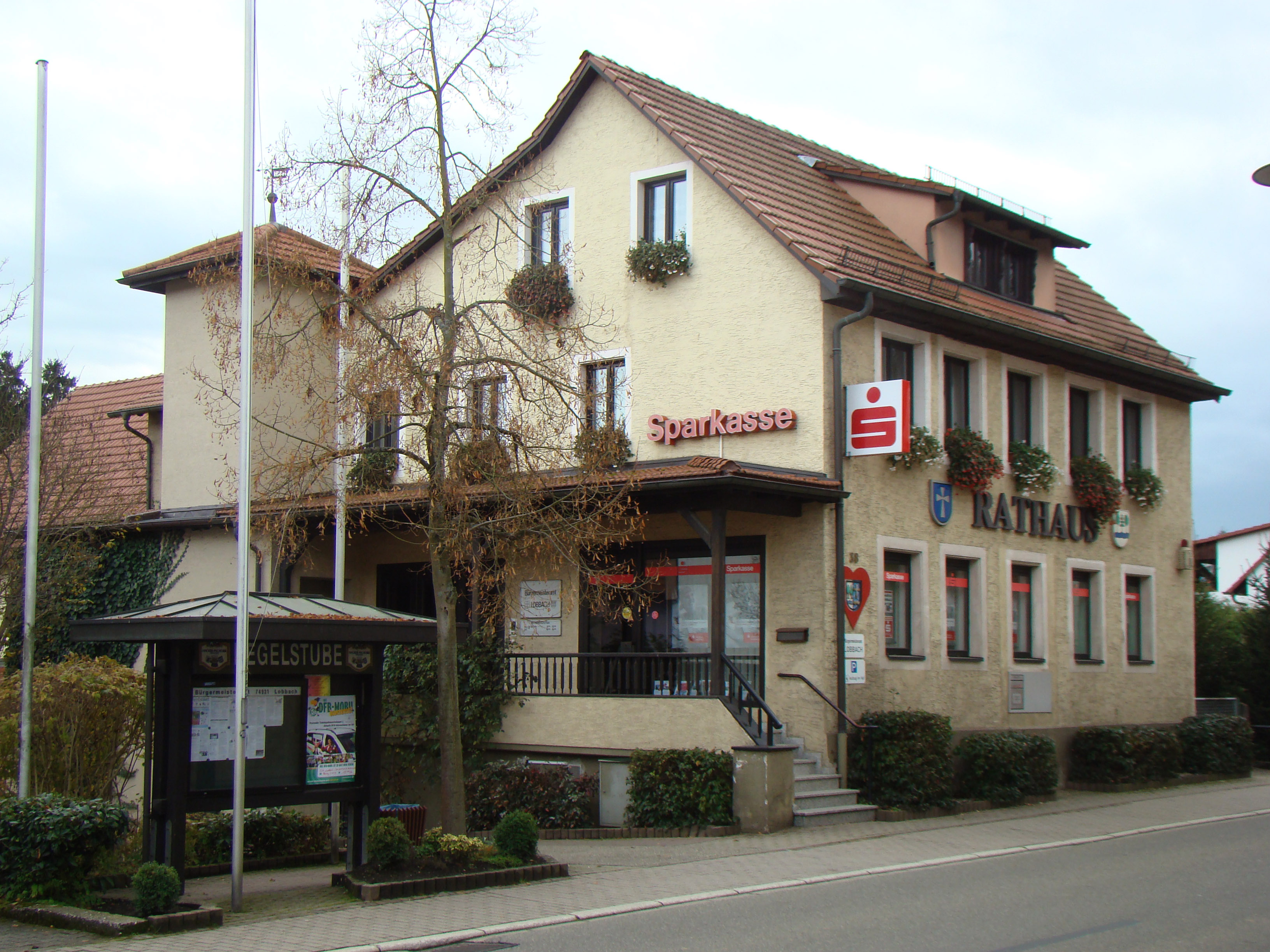
Rathaus von Waldwimmersbach

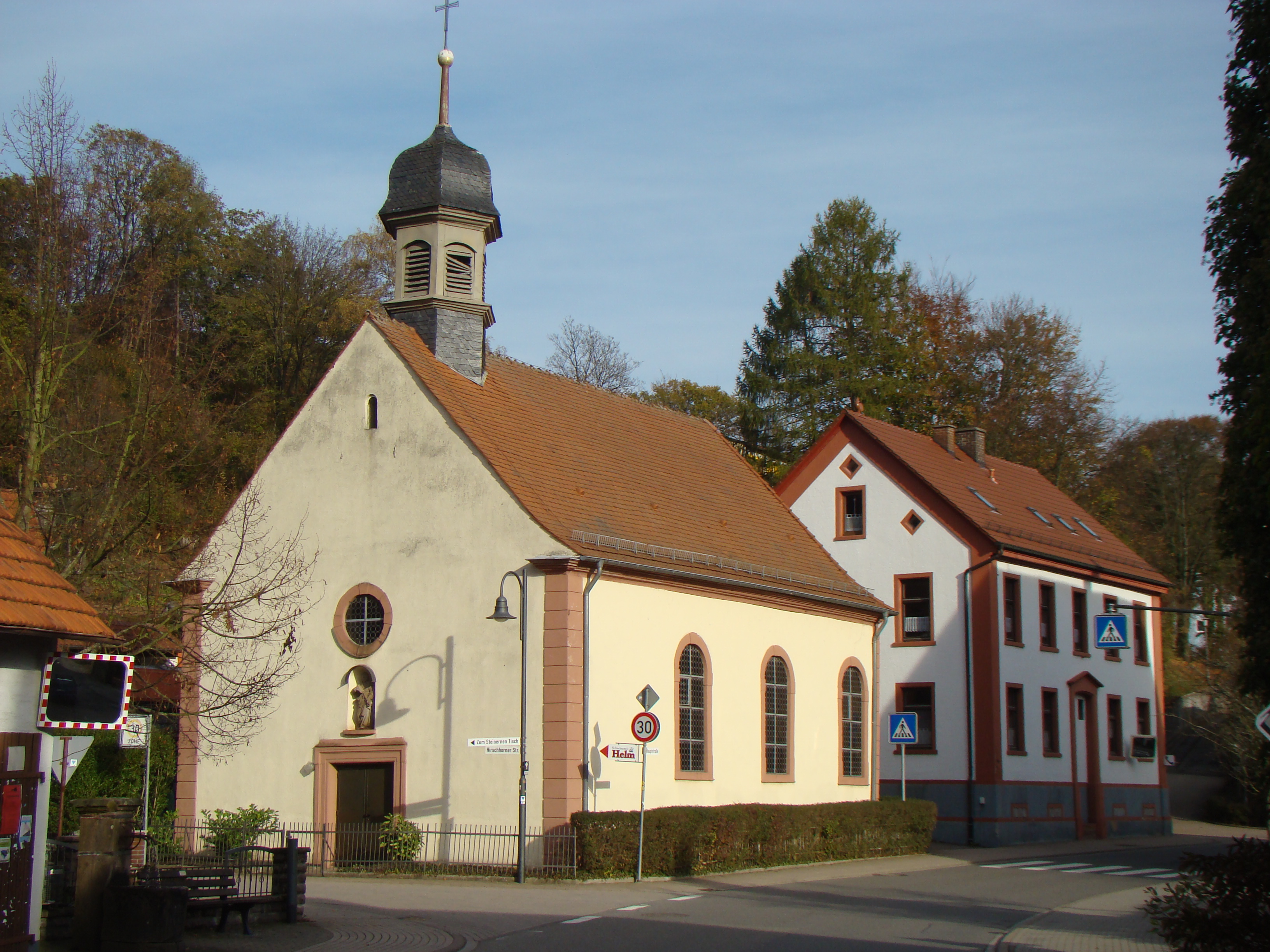
Katholische Kirche von Waldwimmersbach

Waldwimmersbach ist eine Ortschaft im Nordwesten von Baden-Württemberg. Es bildet heute einen Teil der Gemeinde Lobbach im Rhein-Neckar-Kreis.

## Geographie
Waldwimmersbach liegt im südwestlichen Teil des kleinen Odenwaldes im Übergangsbereich zum Kraichgau. Im Ort vereinigen sich Wimmersbach und Mannbach zum Lobbach, der weiter nach Südwesten fließt, um schließlich in die Elsenz zu münden.
Benachbarte Gemeinden (auch ehemalige) sind, beginnend im Nordosten und dann im Uhrzeigersinne, Haag, Reichartshausen, Epfenbach, Spechbach und Lobenfeld.

## Geschichte
Waldwimmersbach bildet einen Ausbauort des hohen Mittelalters. 1306 wurde es urkundlich erstmals erwähnt als Wimmersbach, der Name könnte sich auf eine Person mit Namen Winemar beziehen. Die Ergänzung Wald- stammt aus dem 17. Jahrhundert, um den Ort von Neckarwimmersbach zu unterscheiden.
Wie in späten Rodungsorten üblich, hatte es in Waldwimmersbach keine Grundherrschaft von regionalen Adelsfamilien gegeben. Seit 1369 ist es als eigenständiger Bauernort nachweisbar.

## Verwaltungszugehörigkeit
Waldwimmersbach gehörte zur Meckesheimer Zent in der Kurpfalz. Dort zählte es zum Unteramt Dilsberg, das dem Oberamt Heidelberg unterstand. Mit der Auflösung der Kurpfalz 1803 fiel es an Baden.
In Baden kam Waldwimmersbach zum Amt Neckargemünd. Da dieses 1857 aufgelöst wurde, wechselte der Ort für kurze Zeit zum Bezirksamt Eberbach, 1864 zum Bezirksamt Heidelberg. Aus diesem ging 1939 der gleichnamige Landkreis hervor.

## Gemeinde
Waldwimmersbach hatte früher eine eigenständige Gemeinde gebildet. 1764 errichtete sie ein Hirtenhaus, das später zum Rathaus ausgebaut wurde. Ende 1974 wurden Lobenfeld und Waldwimmersbach zur Gemeinde Lobbach vereinigt.

## Verkehr
Durch Waldwimmersbach verläuft die Landesstraße 532, die Meckesheim im Westen mit Aglasterhausen im Osten verbindet. Von ihr zweigen am Ortsrande zwei Straßen ab. Diese sind die Landesstraße 595, die in Eberbach im Nordosten endet, sowie die Kreisstraße 4101, die über Mückenloch zum Dilsberger Ortsteil Neuhof führt.

## Religiöses
In Waldwimmersbach stehen eine evangelische und eine katholische Kirche.